# Joe La Sorsa
Joseph Peter La Sorsa (Mount Kisco, Nueva York, 29 de abril de 1998), más conocido como Joe La Sorsa, es un jugador profesional estadounidense de béisbol que se desempeña en la posición de lanzador en Washington Nationals, equipo de las Grandes Ligas de Béisbol (MLB).

## Carrera
La Sorsa hizo su debut en la MLB con el equipo Tampa Bay Rays, en el cual jugó una temporada (2023), después pasó a Washington Nationals, donde lleva jugando dos temporadas.